# Лоренс Џонстоун
Лоренс Џонстоун (Lawrence Johnston, 1871-1958) је био британско-амерички вртни дизајнер и колекционар биљака; творац врта Hidcote Manor у Глостерширу, који је једам од најбољих примера вртних соба “garden rooms”, и Jardin Serre de la Madone у Француској. Јаркожута полудупла пењачица Rosa 'Lawrence Johnston' носи његово име.